# 6 Pułk Haubic Polowych (austro-węgierski)
Pułk Haubic Polowych  Nr 6 (FHR Nr. 6) – pułk artylerii polowej cesarskiej i królewskiej Armii.

## Historia pułku
W 1854 został sformowany 10 Pułk Artylerii Polowej.
1 maja 1885 roku oddział został przeformowany w 6. Węgierski Pułk Artylerii Korpuśnej (niem. 6. Ungarisches Corps-Artillerie-Regiment).
Kolejnymi szefami pułku byli:
- FZM Karl Tiller von Turnfort (1880 – †28 I 1896),
- arcyksiążę Franciszek Ferdynand[1].

Swoje święto obchodził 27 czerwca, w rocznicę bitwy pod Vysokovem stoczonej w 1866.
W 1914 komenda pułku, 1 i 2 dywizjon oraz kadra zapasowa stacjonowała w Koszycach (niem. Kassa) na terytorium 6 Korpusu. Pułk wchodził w skład 27 Dywizji Piechoty, a pod względem wyszkolenia podlegał komendantowi 6 Brygady Artylerii Polowej.
Każda z czterech baterii była uzbrojona w sześć przestarzałych haubic M99, które od 1914 roku wymieniano na nowoczesne 10 cm Feldhaubitze M.14.
W 1915 oddział został przemianowany na Pułk Haubic Polowych Nr 27.
W 1918 Pułk Haubic Polowych Nr 27 został przeformowany w Pułk Artylerii Polowej Nr 127.
W czasie I wojny światowej w szeregach pułku walczył m.in. kapitan rezerwy Zygmunt Wróblewski.

## Komendanci pułku
- ppłk Gustav Köchel (1885)[8]
- ppłk / płk Wilhelm Reichenauer (1914)[1]